# Love for Levon
Love for Levon fue un concierto homenaje a Levon Helm, cantante y batería de The Band, organizado en el Izod Center de East Rutherford (Nueva Jersey) el 3 de octubre de 2012. El concierto contó con la colaboración de una amplia variedad de músicos que trabajaron con Helm o que fueron influidos por su música. La recaudación del concierto sirvió para el mantenimiento del granero de Helm en Woodstock (Nueva York) y para mantener la serie de conciertos Midnight Ramble en el mismo. El concierto fue dirigido por Don Was y Larry Campbell y fue publicado en CD y DVD el 19 de marzo de 2013.

## Músicos

### Bandas
El concierto contó con dos bandas principales y separadas que compartieron parte de los mismos miembros. Una fue The Levon Helm Band y la otra, The All Star Band. La sección de vientos respaldó a ambos grupos en muchas canciones, algunas de ellas también con solo algunos miembros de cada grupo.
The All Star Band
- Larry Campbell - guitarra, mandolina, violín y voz
- Amy Helm - voz
- Teresa Williams - voz
- Greg Leisz - guitarra
- Kenny Aronoff - batería
- Don Was - bajo
- Brian Mitchell - teclados

The Levon Helm Band
- Larry Campbell - guitarra, mandolina, violín y voz
- Amy Helm - voz
- Teresa Williams - voz
- Jim Weider - guitarra
- Justin Guip - batería
- Byron Isaacs - bajo
- Brian Mitchell - teclados

The Horn Section
- Steven Bernstein - trompeta
- Jay Collins - saxofón
- Earl McIntyre - trombón
- Howard Johnson - tuba
- Erik Lawrence - saxofón

### Artistas invitados
Roger Waters, Garth Hudson, My Morning Jacket, John Mayer, Joe Walsh, Dierks Bentley, Eric Church, Gregg Allman, Bruce Hornsby, Ray LaMontagne, John Hiatt, Grace Potter, Warren Haynes, Lucinda Williams, Mavis Staples, Allen Toussaint, David Bromberg, Robert Randolph, John Prine, Jorma Kaukonen, Marc Cohn, Jakob Dylan, Mike Gordon, Joan Osborne, Jai Johanny Johanson, Jon Randall, Matt Burr, Barry Mitterhoff, Jessi Alexander, Steve Jordan, Shawn Pelton, Rami Jaffee y G.E. Smith

## Lista de canciones
La lista de canciones de Love for Levon incluyó principalmente canciones de The Band y de la carrera en solitario de Levon Helm, con versiones de temas tradicionales también versionados por Helm.
1. "The Shape I'm In"
  - feat. Warren Haynes y Rami Jaffee
2. "Long Black Veil"
  - feat. Gregg Allman y Warren Haynes
3. "Trouble in Mind"
  - feat. Jorma Kaukonen, Barry Mitterhoff y Jai Johanny Johanson
4. "This Wheel's on Fire"
  - feat. Shawn Pelton
5. "Little Birds"
  - feat. Byron Isaacs y Teresa Williams
6. "Listening to Levon"
  - feat. Marc Cohn y Greg Leisz
7. "Move Along Train"
  - feat. Mavis Staples
8. "Life is a Carnival"
  - feat. Allen Toussaint y Jai Johanny Johanson
9. "When I Paint My Masterpiece"
  - feat. Garth Hudson, John Prine y Joan Osborne
10. "Anna Lee"
  - feat Bruce Hornsby
11. "Ain't Got No Home"
  - feat. Jakob Dylan y Rami Jaffee
12. "Whispering Pines"
  - feat. Lucinda Williams y Rami Jaffee
13. "Rag Mama Rag"
  - feat. John Hiatt y Mike Gordon
14. "Don't Do It"
  - feat. David Bromberg y Joan Osborne
15. "I Shall Be Released"
  - feat. Grace Potter y Matt Burr
16. "Tears of Rage"
  - feat. John Mayer, Steve Jordan y Ray LaMontagne
17. "Rockin' Chair"
  - feat. Dierks Bentley, Jon Randall y Jessi Alexander
18. "Chest Fever"
  - feat. Garth Hudson, Dierks Bentley, Jon Randall y Jessi Alexander
19. "A Train Robbery"
  - feat. Eric Church
20. "Get Up Jake"
  - feat. Eric Church
21. "Tennessee Jed"
  - feat. John Mayer y Steve Jordan
22. "Up on Cripple Creek"
  - feat. Joe Walsh y Robert Randolph
23. "Ophelia"
  - feat. My Morning Jacket
24. "It Makes No Difference"
  - feat. My Morning Jacket
25. "The Night They Drove Old Dixie Down"
  - feat. Roger Waters, G.E. Smith y My Morning Jacket
26. "Wide River to Cross"
  - feat. Roger Waters y G.E. Smith
27. "The Weight"
  - feat. todos los músicos[5]